# Världscupen i längdskidåkning 1981/1982
Världscupen i längdskidåkning 1981/1982 startade i Reit im Winkl, Bayern, Västtyskland den 9 januari 1982 och avslutades i Kiruna, Sverige den 13 april 1982. Bill Koch från USA, som skördade framgångar med fristilsåkning, vann herrarnas totalcup, medan Berit Aunli från Norge vann damernas dito.

## Tävlingskalender

### Herrar
| Datum            | Plats         | Tävling                      | Etta                    |
| 9 januari 1982   | Reit im Winkl | 15 kilometer                 | Pål Gunnar Mikkelsplass |
| 16 januari 1982  | Le Brassus    | 15 kilometer                 | Bill Koch               |
| 24 januari 1982  | Brusson       | 30 kilometer                 | Bill Koch               |
| 20 februari 1982 | Oslo          | 30 kilometer fristil *       | Thomas Eriksson         |
| 23 februari 1982 | Oslo          | 15 kilometer fristil *       | Oddvar Brå              |
| 27 februari 1982 | Oslo          | 50 kilometer klassisk stil * | Thomas Wassberg         |
| 7 mars 1982      | Lahtis        | 50 kilometer                 | Oddvar Brå              |
| 19 mars 1982     | Štrbské Pleso | 15 kilometer                 | Harri Kirvesniemi       |
| 27 mars 1982     | Kastelruth    | 15 kilometer F               | Bill Koch               |

### Damer
| Datum            | Plats                     | Tävling                      | Etta            |
| 9 januari 1982   | Klingenthal               | 10 kilometer                 | Květa Jeriová   |
| 15 januari 1982  | La Bresse                 | 5 kilometer                  | Květa Jeriová   |
| 22 januari 1982  | Furtwangen im Schwarzwald | 5 kilometer                  | Květa Jeriová   |
| 19 februari 1982 | Oslo                      | 10 kilometer fristil *       | Berit Aunli     |
| 22 februari 1982 | Oslo                      | 5 kilometer fristil *        | Berit Aunli     |
| 26 februari 1982 | Oslo                      | 20 kilometer klassisk stil * | Raisa Smetanina |
| 6 mars 1982      | Lahtis                    | 10 kilometer                 | Anette Bøe      |
| 28 mars 1982     | Štrbské Pleso             | 10 kilometer                 | Blanka Paulů    |
| 13 april 1982    | Kiruna                    | 30 kilometer                 | Britt Pettersen |

### Lagtävlingar
| Datum            | Plats | Tävling                             | Etta  | Kön    |
| 24 februari 1982 | Oslo  | Stafett 4x5 kilometer blandad stil  | Norge | Damer  |
| 25 februari 1982 | Oslo  | Stafett 4x10 kilometer blandad stil | Norge | Herrar |

- Noterbart: Lopp markerade med * räknas officiellt som vinster i såväl "Världscupen" som "Världsmästerskapen".

## Slutställning

### Herrar
| Placering | Åkare             | Nation        | Poäng |
| --------- | ----------------- | ------------- | ----- |
| 1.        | Bill Koch         | USA           | 121   |
| 2.        | Thomas Wassberg   | Sverige       | 114   |
| 3.        | Harri Kirvesniemi | Finland       | 106   |
| 4.        | Jean-Paul Pierrat | Frankrike     | 82    |
| 5.        | Oddvar Brå        | Norge         | 77    |
| 6.        | Jochen Behle      | Västtyskland  | 67    |
| 7.        | Jan Ottosson      | Sverige       | 60    |
| 7.        | Dan Simoneau      | USA           | 60    |
| 8.        | Giorgio Vanzetta  | Italien       | 57    |
| 10.       | Juri Burlakov     | Sovjetunionen | 56    |

### Damer
| Placering | Åkare                 | Nation          | Poäng |
| --------- | --------------------- | --------------- | ----- |
| 1.        | Berit Aunli           | Norge           | 136   |
| 2.        | Brit Pettersen        | Norge           | 126   |
| 3.        | Květa Jeriová         | Tjeckoslovakien | 113   |
| 4.        | Marit Myrmæl          | Norge           | 104   |
| 5.        | Anette Bøe            | Norge           | 95    |
| 6.        | Anna Pasiarova        | Tjeckoslovakien | 92    |
| 7.        | Blanka Paulů          | Tjeckoslovakien | 81    |
| 8.        | Karin Jæger           | Västtyskland    | 79    |
| 9.        | Inger Helene Nybråten | Norge           | 76    |
| 10.       | Marie Johansson       | Sverige         | 74    |

### Fotnoter
1. ↑  Alexander Lundholm (15 februari 2015). ”När skejten kom och förändrade längdskidåkningen för alltid”. Sveriges radio. http://sverigesradio.se/sida/artikel.aspx?programid=179&artikel=6092801. Läst 24 mars 2016.